# William Cruickshank (chimiste)
Pour les articles homonymes, voir Cruickshank et William Cruikshank.
William Cruickshank (mort en 1809) est un chimiste et chirurgien militaire britannique, professeur de  chimie à l'Académie royale militaire de Woolwich.

## Biographie
Professeur de chimie à l'Académie royale militaire de Woolwich, il a découvert l'élément strontium avec Adair Crawford, permettant à Humphry Davy d'isoler ce métal quelques années plus tard. 
Il a inventé la pile à auge, amélioration de la pile électrique de Volta en 1802. Cette nouvelle pile lui a permis de mener à bien des expériences en électrochimie et particulièrement en galvanoplastie.
Exerçant aussi comme chirurgien dans l'équipe de John Rollo, il a décrit la protéinurie due au diabète. 
Il est souvent confondu avec l'anatomiste William Cruikshank (1745-1800) (absence de 'c' dans le nom de ce dernier). 

## Liens externes

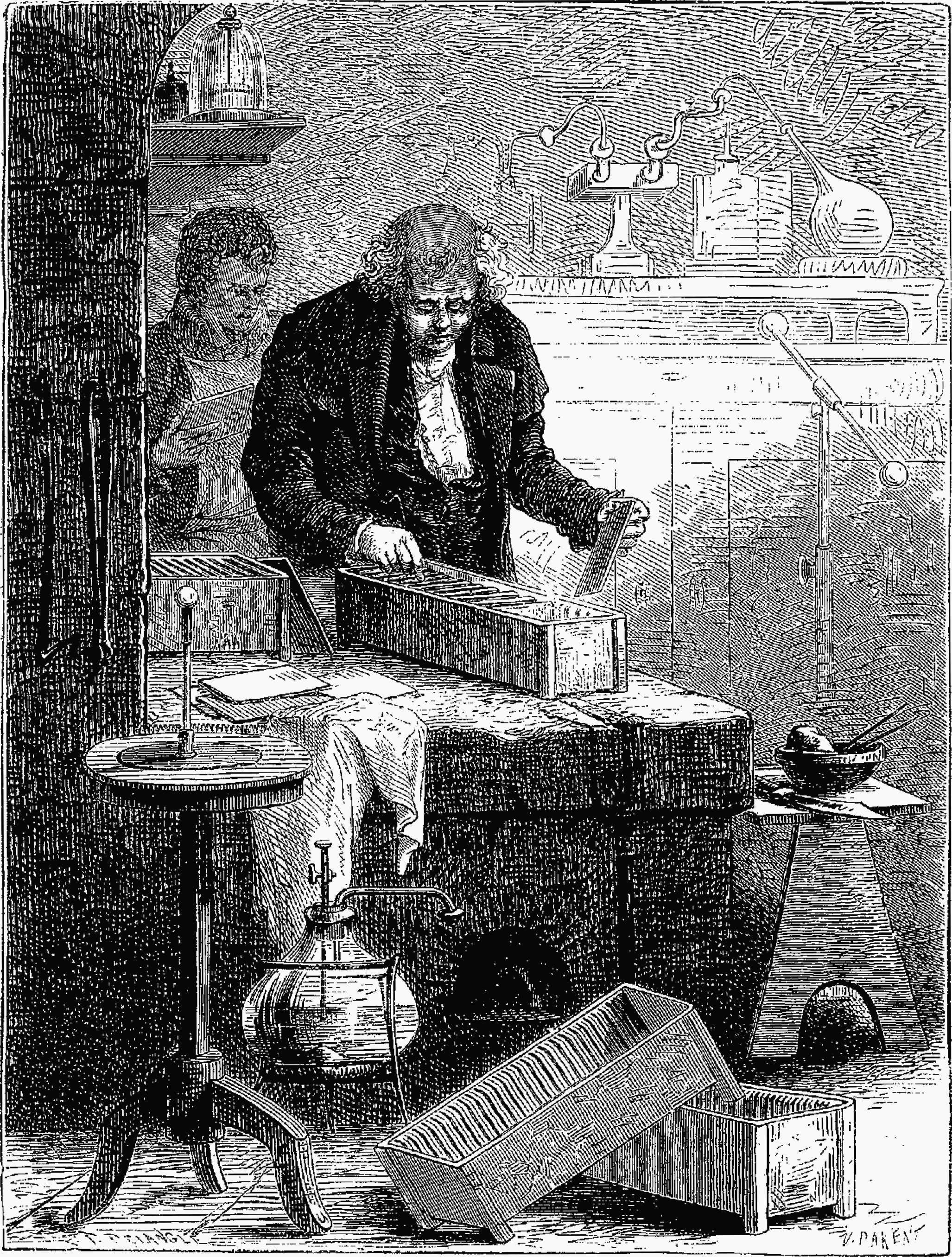
Cruickshank construit la pile à auge